# 在無窮遠處消失
在數學中，若一個賦範向量空間上的函數滿足
當 {\displaystyle \|x\|\to \infty } 時， {\displaystyle f(x)\to 0}
則稱該函數在無窮遠處消失。
例如，下面這個定義在實數線上的函數
{\displaystyle f(x)={\frac {1}{x^{2}+1}}}
在無窮遠處消失。
另一個例子是
{\displaystyle h(x,y)={\frac {1}{x+y}}}
其中 {\displaystyle x} 與 {\displaystyle y} 為實數，且對應到 {\displaystyle \mathbb {R} ^{2}} 上的 {\displaystyle (x,y)} 這一個點。

## 書目
- Hewitt, E and Stromberg, K. . Springer-Verlag. 1963.